# Manderscheid
Pour les articles homonymes, voir Manderscheid (homonymie).
Manderscheid est une municipalité allemande située dans le land de Rhénanie-Palatinat et l'arrondissement de Bernkastel-Wittlich.